# Francesco Lollobrigida
Francesco Lollobrigida (nacido el 21 de marzo de 1972) es un político italiano que es ministro de Agricultura desde el 22 de octubre de 2022. Es miembro destacado del partido nacional-conservador Hermanos de Italia, es ampliamente considerada como una de las aliadas más cercanas de Giorgia Meloni.

## Biografía
Nació en Tivoli, Lazio el 21 de marzo de 1972. Es sobrino nieto de la actriz Gina Lollobrigida y primo de la medallista de plata olímpica en patinaje de velocidad Francesca Lollobrigida. Se licenció en Derecho en la universidad telemática Niccolò Cusano.
Durante la década de 1990, comenzó a involucrarse en la política dentro del Frente de Juventudes (FdG), el ala juvenil del neofascista Movimiento Social Italiano (MSI). Hasta 1995, sirvió como secretaria provincial de la FdG para Roma. De 1997 a 1999, se desempeñó como líder de Acción Estudiantil, un movimiento estudiantil de extrema derecha vinculado a la Alianza Nacional (AN), heredera del MSI. Durante este período, también ocupó varios cargos políticos a nivel provincial, entre ellos, consejero municipal en Subiaco (1996-2000), consejero provincial en Roma (1998-2003) y consejero de deporte, cultura y turismo en el municipio de Ardea (2005-2006).
Se presentó a las elecciones regionales del Lacio de 2005, apoyando al presidente en ejercicio, Francesco Storace, pero no fue elegido. El 5 de julio de 2006 fue elegido consejero regional del Lacio, en sustitución de Andrea Augello, elegido senador de la República en las elecciones generales de 2006. En 2008 fue nombrado presidente provincial de la Alianza Nacional por Roma y de 2010 a 2012 ocupó el mismo cargo en El Pueblo de la Libertad (PdL). El 17 de abril de 2010 fue nombrado consejero de movilidad y transportes del gobierno regional del Lacio de Renata Polverini, cargo que ocupó hasta el 12 de marzo de 2013.